# Capitano di vascello
Capitano di vascello è un grado militare attribuito agli ufficiali superiori in varie marine militari, corrispondente al grado di colonnello nelle forze di terra e aeree. Il nome deriva dalla tipologia maggiore di nave da guerra del XVII secolo: il vascello. Il capitano di vascello è l'ufficiale a comando delle navi più grandi, quali incrociatori, cacciatorpediniere e portaerei.

Fregio da berretto rigido per ufficiali della Marina Militare (si noti lo sfondo blu sotto la torre e nell'ovale dell'ancoretta)

Il grado è in uso nelle Marine di Italia, Francia e paesi francofoni, Spagna e paesi di lingua spagnola.
Nella Royal Canadian Navy, dato che il Canada adotta il bilinguismo, la denominazione del grado è semplicemente captain in inglese e capitaine de vaisseau (capitano di vascello) in francese.

## Italia

### Marina Militare
Nella Marina Militare Italiana il grado di capitano di vascello (C.V.) corrisponde a quello di colonnello dell'Esercito, dell'Aeronautica Militare e dell'Arma dei Carabinieri. Questo grado è superiore a quello di capitano di fregata e subalterno a quello di contrammiraglio. Il codice NATO è OF-5.
Incarichi generalmente affidati a ufficiali di questo grado sono il comando di un vascello o di un ufficio dello stato maggiore della Marina Militare.

Distintivo per paramano dell'uniforme ordinaria invernale
Distintivo per controspallina delle uniformi ordinaria e di servizio estiva

### Regia Marina
Nella Regia Marina il grado venne istituito nel 1878 con il Regio decreto n. 4610 del 3 dicembre 1878, che riordinava il personale della Regia Marina Militare, con cui veniva abolita la divisione in due classi del gradi di capitano di vascello, dopo che nel 1861 con la costituzione del Regno d'Italia il grado di capitano di vascello, che era presente nella Marina del Regno di Sardegna, era stato suddiviso in capitano di vascello di 1ª classe e capitano di vascello di 2ª classe.

## Grecia
Nella Marina greca il grado di ploiarchos (greco: πλοίαρχος; abbreviato: pchos; letteralmente: "capitano di vascello"), dal greco ploion+archo (Πλοιον+άρχω da ploion = scafo e archo = padrone) omologo al grado di capitano di vascello della Marina Militare. Il grado è superiore a quello di antiploiarcos (greco: αντιπλοίαρχος; antiploiarchos) traducibile come “tenente capitano di vascello”, omologo del grado di capitano di fregata della Marina Militare Italiana. 

Distintivo da manica di ploiarchos (OF-5)
Controspallina di ploiarcos (πλοίαρχος)

## Germania
Nella Deutsche Marine il grado più alto grado tra gli ufficiali superiori è quello di Kapitän zur See (abbreviato KapzS o KZS) letteralmente "capitano di mare". Esso è equivalente al colonnello (tedesco: Oberst) dell'Esercito e dell'Aeronautica delle forze armate tedesche.
Il grado è inferiore a Flottillenadmiral e superiore a Fregattenkapitän. Il Kapitän zur See al comando di uno stormo della Marineflieger, l'aviazione navale tedesca, ha la qualifica di Kommodore.
Il grado è equivalente al capitano di vascello della Marina Militare Italiana

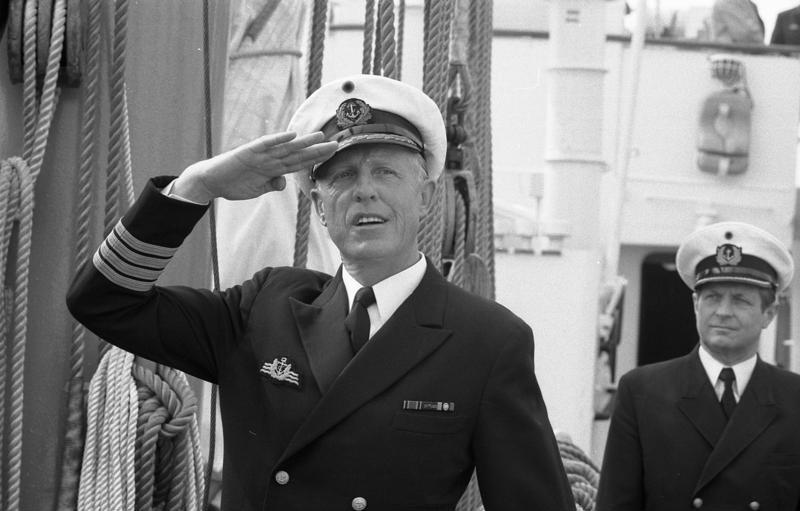
Kapitän zur See della Deutsche Marine Stackelberg, comandante della nave scuola Gorch Fock
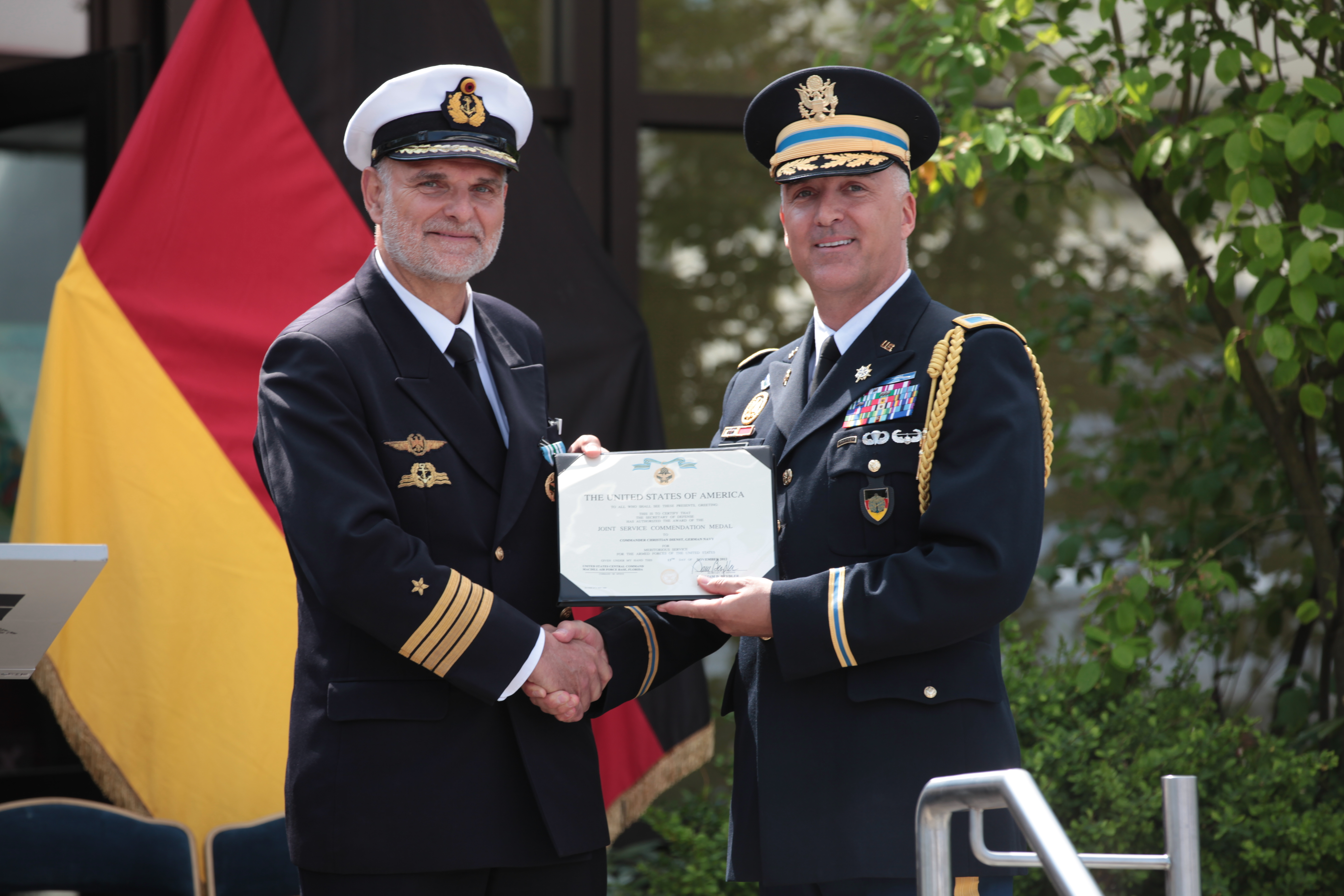
Kapitän zur See della Deutsche Marine Christian Dienst nel 2016

### Volksmarine
Nella Volksmarine, la Marina della Repubblica Democratica Tedesca il grado era inferiore a contrammiraglio e superiore a Fregattenkapitän.

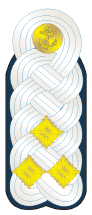
Controspallina
Paramano

### Kriegsmarine e Kaiserliche Marine
Nella Kriegsmarine e precedentemente nella Kaiserliche Marine il grado era superiore a Fregattenkapitän e inferiore a Kommodore.

KZS della Kriegsmarine
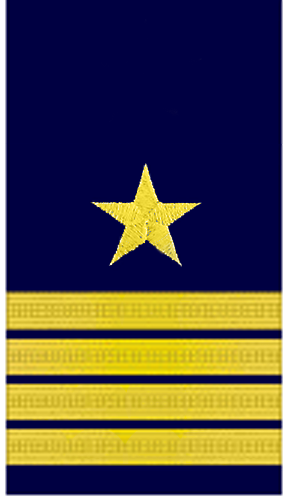

## Estonia
Nella Eesti merevägi il grado Mereväe kapten è inferiore a Kommodoor e superiore a Kaptenleitnant.
| Codice NATO    | OF-6           | OF-5           | OF-4 |
| -------------- | -------------- | -------------- | ---- |
| Eesti merevägi |                |                |      |
| Kommodoor      | Mereväe kapten | Kaptenleitnant |      |

## Paesi Bassi
Nella Koninklijke Marine il grado Kapitein ter zee è inferiore a Commandeur e superiore a Kapitein-luitenant ter zee.
| Codice NATO        | OF-6             | OF-5                       | OF-4 |
| ------------------ | ---------------- | -------------------------- | ---- |
| Koninklijke Marine |                  |                            |      |
| Commandeur         | Kapitein ter zee | kapitein luitenant ter zee |      |

## Portogallo e Brasile
In lingua portoghese il grado è Capitão de mar e guerra.
Nella Marina brasiliana il grado di Capitão de mar e guerra (portoghese Capitano di mare e di guerra) è inferiore a Contra-almirante e superiore a Capitão-de-fragata.

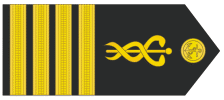
Controspallina di Capitão de mar e guerra do Corpo de Saúde Marinha no Quadro de Cirurgião-Dentista (CSM-CD) oppure solo (CD), della Marina del Brasile
Capitão-de-mar-e-guerra della Marina portoghese

Nella Marina portoghese il grado di Capitão de mar e guerra è inferiore a Comodoro e superiore a Capitão de fragata.

## Polonia
Nella Marina polacca, similmente alla Marina Militare Italiana, gli ufficiali superiori sono chiamati Komandor. Il grado più alto, omologo del Capitano di vascello della Marina Militare, è Komandor, seguito dai gradi di komandor porucznik (tenente comandante) e komandor podporucznik (sottotenente comandante) che hanno come omologo italiano rispettivamente i gradi di capitano di fregata e capitano di corvetta, mentre il grado più alto è kontradmirał. 	
| Codice NATO                 | OF-5                 | OF-4                | OF-3                  | OF-2                |
| --------------------------- | -------------------- | ------------------- | --------------------- | ------------------- |
| Marynarka Wojenna           |                      |                     |                       |                     |
| Polacco                     | komandor             | komandor porucznik  | komandor podporucznik | kapitan marynarki   |
| Abbreviazione               | kmdr                 | kmdr por.           | kmdr ppor.            | kpt.mar.            |
| equivalente Marina Militare | Capitano di vascello | Capitano di fregata | Capitano di corvetta  | Tenente di vascello |
|                             |                      |                     |                       |                     |

## Regno Unito e Stati Uniti
Il grado di capitano (in inglese captain) è un grado della scala gerarchica militare della US Navy e della US Coast Guard. Esso corrisponde al grado STANAG NATO OF-5; nella Marina Militare italiana l'identico livello gerarchico è proprio del grado di capitano di vascello, ovvero a quello di colonnello nell'Esercito Italiano e nell'Aeronautica Militare italiana, colonel dell'US Army e dell'US Marine Corps. Nella US Navy il grado di capitano è superiore a quello di comandante (commander) e subalterno a quello di retroammiraglio (metà inferiore).
Nella Royal Navy il grado di capitano è superiore a quello di comandante (commander) e subalterno a quello di commodoro. Il grado omologo nelle altre forze armate britanniche è di Colonel nel British Army e nel corpo dei Royal Marines, e di Group captain nella Royal Air Force.
Il grado di capitano, omologo del capitano di vascello della Marina Militare Italiana, si trova in tutte le marine di tradizione anglosassone.

Distintivo per paramano dell'uniforme ordinaria invernale, la controspallina estiva e il fregio da colletto della US Navy
Distintivo per paramano dell'uniforme ordinaria invernale, la controspallina estiva e il fregio da colletto della US Coast Guard
Distintivo per paramano dell'uniforme ordinaria invernale della Royal Navy

## Spagna e America Latina
Nelle marine militari dei paesi di lingua spagnola il grado corrispondente è capitán de navío.
- In Argentina, Colombia, Messico, Spagna e Uruguay il distintivo di grado è costituito da quattro strisce da 14 mm, l'ultima delle quali con "un giro di bitta".
- Nella Armada de Chile e nella Armada de la República Dominicana il distintivo di grado è costituito da quattro strisce da 14 mm sovrastate da una stella dorata.
- Nella Marina de Guerra del Perù il distintivo di grado è costituito da quattro strisce da 14 mm sovrastate da un sole dorato.

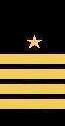
Distintivo di grado di Capitán de navío della Armada de Chile
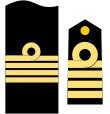
Distintivo di grado di Capitán de navío della Armada Española
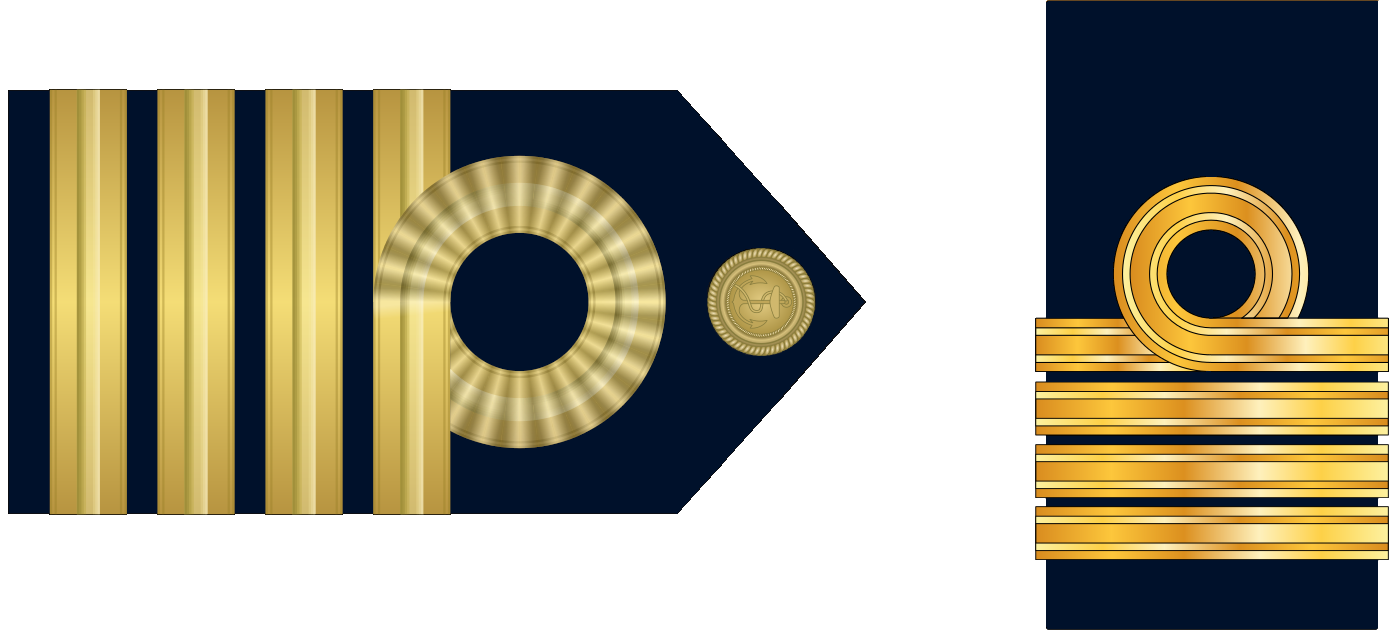
Distintivo di grado di Capitán de navío della Armada Argentina
Distintivo di grado di Capitán de navío della Marina de Guerra del Perú

## Francia e paesi francofoni
Nella Marine nationale francese e nelle marine degli Stati francofoni il grado è capitaine de vaisseau. Nella Marina tunisina e nella Marina marocchina il grado di capitaine de vaisseau è diviso in capitaine de vaisseau e capitaine de vaisseau major, omologo del commodoro della Royal Navy britannica.

## Unione Sovietica e Russia
Nella Marina Sovietica e poi in quella russa  il grado corrispondente è capitano di 1ª classe.
Il distintivo di grado attuale di capitano di 1ª classe della Marina Militare russa dal 2010 è uguale a quello della Marina Militare Sovietica dal 1955 al 1991 e della stessa Marina Militare della Federazione russa dal 1991 al 1994.
| Grado                         | Voenno-morskoj flot Rossijskoj Federacii | Voenno-morskoj flot Rossijskoj Federacii | Voenno-morskoj flot Rossijskoj Federacii | Voenno-morskoj flot Rossijskoj Federacii |
| ----------------------------- | ---------------------------------------- | ---------------------------------------- | ---------------------------------------- | ---------------------------------------- |
| Distintivo per Controspallina |                                          |                                          |                                          |                                          |
|                               | Uniforme di servizio (1994—2010)         | Uniforme di gala (1994—2010)             | Uniforme ordinaria (1994—2010)           | (dal 2010)                               |

### Stati ex sovietici
Il grado di capitano di 1ª classe è presente nelle marine dell'Azerbaigian, del Kazakistan, del Turkmenistan, dell'Ucraina, dell'Uzbekistan, Stati nati dalla dissoluzione dell'Unione Sovietica.

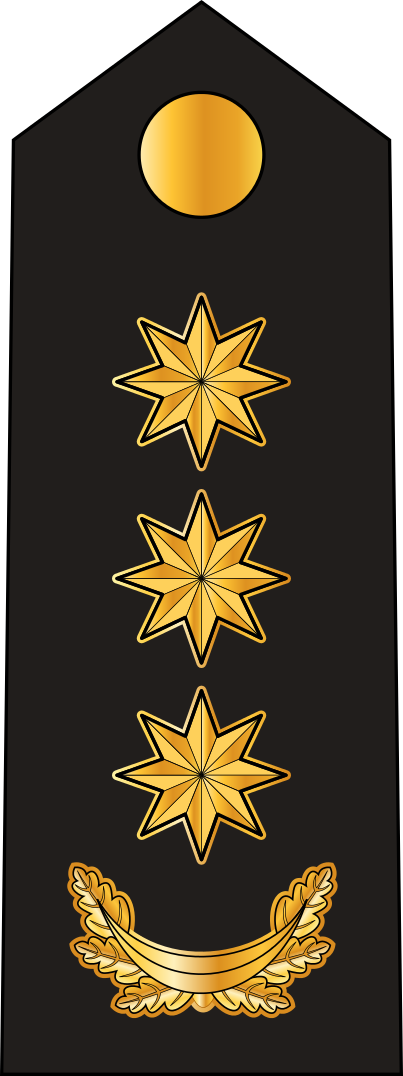
Birinci dərəcəli kapitan (Azerbaigian)
Бірінші дәрежелі капитан Birinşi därejeli kapïtan (Kazakistan)[4]
1-nji derejeli kapitan (Turkmenistan)[5]
Капітан I рангу Kapitan I ranhu (Ucraina)[6]
I rang kapitani (Uzbekistan)[7]

### Stati ex socialisti
Il grado di capitano di 1ª classe è presente nella Marina albanese e nella Marina bulgara, Stati socialisti che hanno fatto parte del Patto di Varsavia.

Kapiten Rangut I (Albania)[8]
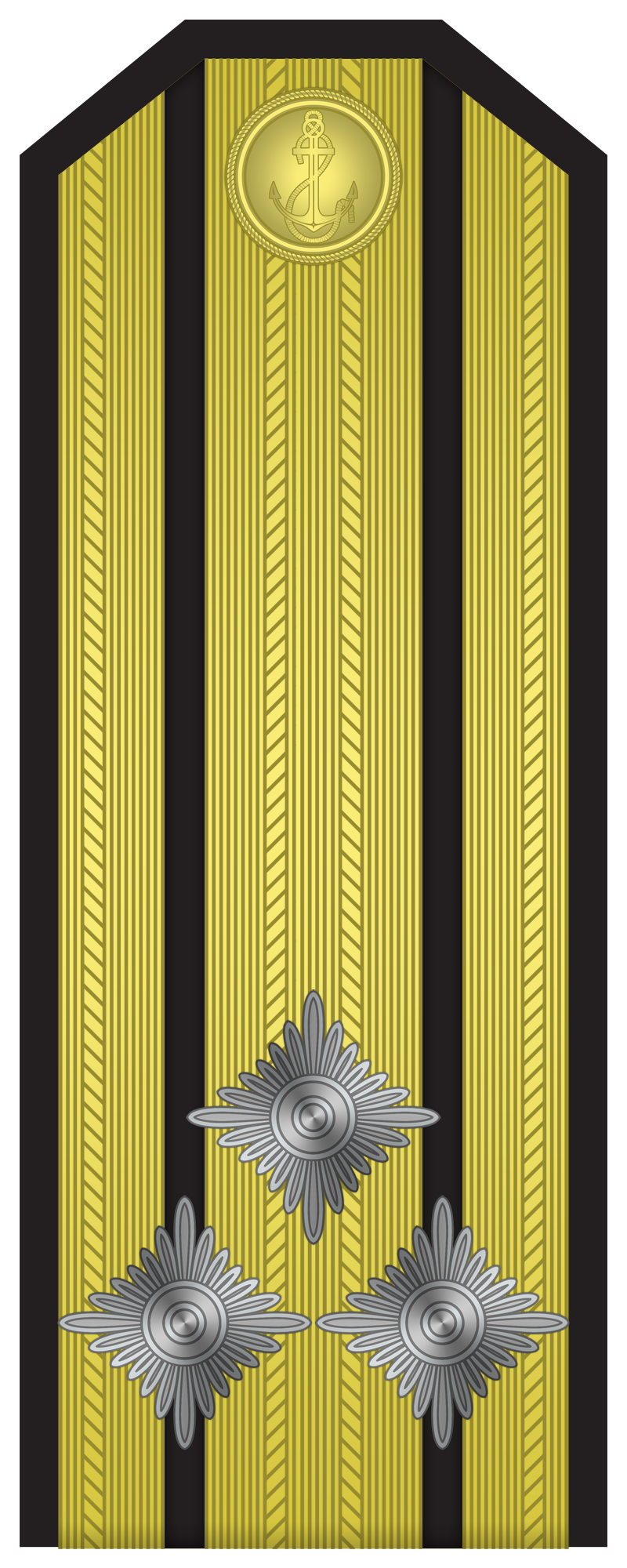
Капитан I ранг Kapitan I rang (Bulgaria)